# Evander Holyfield
Evander Holyfield (Atmore, Alabama, 19 de octubre de 1962) es un exboxeador profesional estadounidense y campeón mundial, tanto del campeonato peso pesado como del crucero. Además ganó la medalla de bronce en la división de los pesos semipesados en los Juegos Olímpicos de Los Ángeles 1984, tras perder por una controvertida descalificación en las semifinales, contra el boxeador de Nueva Zelanda Kevin Barry.
En 1988 se convirtió en el primer campeón indiscutido de peso crucero (reconocido al mismo tiempo por el Consejo Mundial de Boxeo, la Asociación Mundial de Boxeo y la Federación Internacional de Boxeo), tras vencer a Carlos De León. Tras eso, pasó a la categoría de los pesos pesados, donde logró coronarse como campeón unificado de los tres grandes órganos sancionadores del boxeo (hasta ese momento), tras vencer a James "Buster" Douglas. Sin embargo, en 1992 perdió los títulos ante Riddick Bowe, al que derrotó al año siguiente, recuperando dos de los tres títulos perdidos. En 1994 perdió ante Michael Moorer los dos títulos, y recuperó uno de ellos ante Mike Tyson y el otro ante el propio Moorer en la revancha.
En 1999, sin embargo, perdió ante Lennox Lewis en la unificación de los tres títulos, pero recuperó uno de ellos en el año 2000, ante John Ruiz, al que ganó en una controvertida pero unánime decisión de los jueces en doce asaltos. Tras perder el título otra vez ante Ruiz, peleó por recuperar alguno de los títulos ante Chris Byrd, Sultan Ibragimov y Nikolay Valuev, pero sin éxito. Recibió bastantes críticas por continuar boxeando con su edad, pero se adjudicó el título de la Federación Mundial de Boxeo en 2010 ante Francois Botha.

## Biografía

### Juventud
Nació en Atmore (Alabama), y se fue junto con su familia a Atlanta en el verano de 1964, a los dos años. Comenzó a boxear en 1970 en el Warren Memorial Boys Club y a los doce años ganó el torneo de boxeo del club. A los trece se clasificó para competir en sus primeras olimpiadas júnior y dos años más tarde llegó a ser campeón regional del sureste, ganando el torneo y el premio al mejor boxeador. Cuando tenía dieciséis años, su entrenador, Coach Morgan, falleció tras una larga enfermedad, por lo que durante un tiempo pensó que no merecía la pena continuar practicando el boxeo. Tiempo después, Holyfield dijo que habría sido un insulto a la memoria de Morgan no continuar su carrera deportiva, por lo que prosiguió su entrenamiento con el hijo de este, Ted. Con veinte años, representó a los Estados Unidos en los Juegos Panamericanos de 1983 celebrados en Caracas, Venezuela. Holyfield se adjudicó la medalla de plata después de perder contra el campeón del mundo, el cubano Pablo Romero. En 1984 tenía un récord de 160 victorias y 14 derrotas con 75 nocauts.
En el siguiente año fue el campeón nacional de los Guantes de Oro y obtuvo la medalla de bronce en los Juegos Olímpicos de Los Ángeles 1984 después de un combate controvertido en las semifinales, donde fue descalificado en el segundo asalto ante el neozelandés Kevin Barry.

### Profesional

#### Peso semipesado
Comenzó su carrera profesional en el peso semipesado, como anteriormente había hecho como aficionado. Su primer combate fue televisado y derrotó en seis asaltos a Lionel Byarm en el Madison Square Garden el 15 de noviembre de 1984. El 20 de enero de 1985 volvió a ganar en seis asaltos, pero en esta ocasión por decisión sobre Eric Winbush en Atlantic City, Nueva Jersey. El 13 de marzo del mismo año también noqueó a Fred Brown en el primer asalto en Norfolk, Virginia y su último combate antes de pelear como peso crucero fue el 20 de abril ante Mark Rivera, al que noqueó en dos asaltos en Corpus Christi, Texas.

#### Peso crucero
Holyfield y su siguiente rival, Tyrone Booze, subieron de peso para este combate situándose en la categoría de los peso crucero. El combate tuvo lugar el 20 de julio de 1985 en Norfolk, Virginia y Holyfield ganó por decisión en ocho asaltos. Un mes más tarde, el 29 de agosto, noqueó en el primer asalto a Rick Myers en Atlanta y el 30 de octubre noqueó en cinco asaltos en Atlantic City a Jeff Meachem. Su último combate del año fue ante Anthony Davis el 21 de diciembre en Virginia Beach y consiguió la victoria por nocaut en el cuarto asalto.
En 1986 peleó ante el anterior aspirante a campeón del mundo crucero Chisanda Mutti, al que ganó en tres asaltos. Antes de pelear por el título mundial triunfó ante Jessy Shelby y Terry Mims. Su primera oportunidad de ganar el cinturón mundial fue ante Dwight Muhammad Qawi, por la Asociación Mundial de Boxeo, en la que fue nombrada como la "mejor pelea crucero de los años 1980" por la revista The Ring. Holyfield ganó a Qawi por decisión en 15 asaltos y se adjudicó el campeonato. Para terminar el año derrotó en París, Francia a Mike Brothers por nocaut en tres asaltos, aunque sin el título en juego.
En 1987, defendió su título ante el ganador de la medalla de oro en los Juegos Olímpicos de Los Ángeles 1984 en categoría peso pesado, Henry Tillman, que como aficionado había batido a Mike Tyson en dos ocasiones. Holyfield retuvo su cinturón por nocaut en siete asaltos y consiguió un combate unificatorio ante Ricky Parkey, que tenía el título de la Federación Internacional de Boxeo. Parkey fue noqueado en tres asaltos y Holyfield obtuvo su segundo título mundial crucero. Para su siguiente combate volvió a Francia, donde volvió a retener su título por nocaut en el duodécimo asalto ante el excampeón mundial Ossie Ocasio. En su último combate del año, ofreció a Muhammad Qawi una revancha y este fue batido por nocaut en cuatro asaltos. El 9 de abril del siguiente año peleó ante Carlos De León para conseguir el título del Consejo Mundial de Boxeo y poder así unificar los tres cinturones. El combate fue en Las Vegas, Holyfield ganó por nocaut técnico en ocho asaltos y se convirtió en el primer campeón crucero reconocido por los tres organismos mundiales más importantes.

#### Inicios en el peso pesado

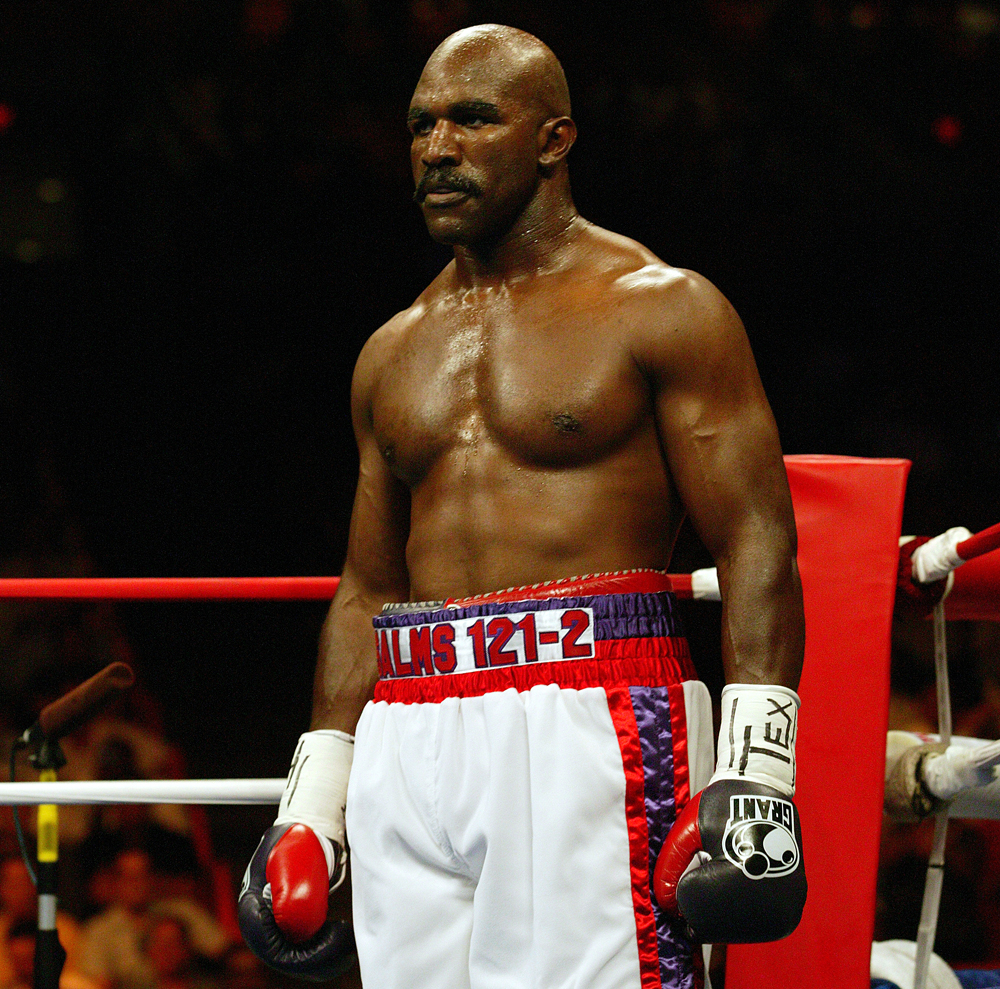
Holyfield ante Lou Savarese en El Paso, Texas, el 30 de junio de 2007.

Después de esa pelea anunció su intención de pelear en la categoría peso pesado para conseguir los títulos de Mike Tyson. Su primer combate fue el 16 de julio ante uno de los anteriores rivales de Tyson, James "Quick" Tillis, al que derrotó por nocaut en cinco asaltos en el lago Tahoe. En su último combate del año también derrotó al excampeón mundial del peso pesado, Pinklon Thomas, por nocaut en el séptimo asalto.
Comenzó el año 1989 peleando ante el excampeón mundial del peso pesado, Michael Dokes, en otro combate que fue nombrado por The Ring como uno de los mejores de los años 1980. Holyfield obtuvo la victoria por nocaut en el décimo asalto y se enfrentó a continuación al brasileño Adilson Rodrigues, al que ganó en dos asaltos. Su último combate de los años 1980 fue ante Alex Stewart, que también fue derrotado en ocho asaltos.
En 1990, Holyfield batió a Seamus McDonagh, noqueándolo en cuatro asaltos. En ese momento para la revista The Ring era el contendiente número uno, durante los dos últimos años, para ser el rival para los títulos mundiales de Tyson. Sin embargo, en la que fue considerada como la mayor sorpresa en la historia del boxeo, Tyson perdió los títulos mundiales ante un relativamente desconocido boxeador, James "Buster" Douglas, en Tokio. Mike Tyson había aceptado un combate ante Holyfield en su siguiente defensa del título, pero al perder, el siguiente combate del nuevo campeón mundial, Douglas, fue ante Holyfield.

#### Primer título mundial del peso pesado
Douglas tuvo un combate bastante malo, no peleó igual que ante Tyson y en el tercer asalto fue noqueado (las tarjetas de los jueces en ese momento estaban 20-18 para Holyfield). Holyfield era el nuevo campeón mundial de los pesos pesados.
En su primera defensa como campeón del peso pesado derrotó al excampeón del mundo George Foreman por decisión unánime en 12 asaltos. El combate se denominó la "Batalla de los años" en referencia a la edad de los boxeadores, el joven campeón de 28 años ante el aspirante de 42. En dicho combate Holyfield pesó 208 libras y Foreman 257, que realmente sorprendió por su resistencia, a pesar de su edad. En noviembre de 1991 fue firmado un combate de defensa ante Mike Tyson, pero se suspendió por una lesión de Tyson entrenando y más tarde se canceló por la sentencia de tres años en prisión a Tyson por la violación de Desiree Washington.
Ya que no hubo combate ante Tyson, Holyfield hizo su siguiente defensa del título en Atlanta, ante Bert Cooper, que sorprendió con su buen combate. En el primer asalto Holyfield derribó por primera vez a Cooper con un golpe al cuerpo pero este se levantó sin problemas. Sin embargo, Cooper se recuperó y en el tercer asalto dejó contra las cuerdas a Holyfield aunque logró continuar. Después de sufrir su primera cuenta, en su carrera profesional, Holyfield siguió controlando el combate, hasta que la pelea se detuvo durante unos minutos debido a que Holyfield había roto su guante. Una vez que se cambió, Holyfield continuó con su dominio, hasta que en el final del séptimo asalto, el árbitro Mills Lane paró el combate.
En su primer combate de 1992, se enfrentó al excampeón mundial Larry Holmes, que tenía 42 años y había derrotado sorprendentemente a Ray Mercer poco antes. Durante el combate, Holyfield sufrió el primer corte de su carrera con un golpe en su ojo, con el codo. La diferencia del combate estuvo en que Holyfield tenía energía para pelear durante los tres minutos de cada asalto y Holmes no, por lo que el combate terminó en decisión unánime para Holyfield. 1800 millones de pesetas fue el dinero que obtuvo por el combate.
En el primero de los tres combates que disputó contra el joven Riddick Bowe (ganador de la medalla de plata en los Juegos Olímpicos de Seúl 1988 en la categoría superpesada), sufrió la primera derrota de su carrera después de una decisión unánime de doce asaltos en Las Vegas. El asalto número diez fue nombrado como el asalto del año por la revista The Ring. Holyfield fue derribado en el undécimo. En 1993, batió a Alex Stewart en una revancha por decisión unánime y el 6 de noviembre tuvo lugar la esperada revancha ante Bowe por el título mundial.

#### Segundo título mundial del peso pesado
Dicha revancha ante Bowe en Las Vegas fue para muchos el combate más extraño de la historia del boxeo. Durante el séptimo asalto la gente comenzó a gritar y correr mientras Holyfield le dijo a Bowe que mirara al cielo. Allí estaba un hombre en un paracaídas, volando peligrosamente hacia ellos. Este se enredó en unas luces y cayó en las cuerdas, siendo rápidamente golpeado por la gente, mientras la mujer de Bowe, embarazada, se desmayó y tuvo que ser hospitalizada. Después de 20 minutos y restablecida la calma, Holyfield recuperó sus títulos mundiales después de una decisión mayoritaria en doce asaltos. El hombre del paracaídas fue llamado "The Fan Man" (el aficionado) y el combate se conoció como el "combate del aficionado". La victoria sobre Bowe le ayudó a ser nombrado como el atleta del año 1993 por la American Broadcasting Company.
Su siguiente combate fue en abril de 1994 ante el excampeón peso semipesado y peso pesado de la Organización Mundial de Boxeo, Michael Moorer. Moorer quería ser el primer zurdo en ser campeón del mundo indiscutible. Moorer fue derribado en el segundo asalto, pero ganó el combate por decisión mayoritaria tras doce asaltos. Cuando Holyfield fue al hospital, tenía su hombro dañado y le fue diagnosticado un problema cardíaco por lo que tuvo que anunciar su retiro del boxeo. Más tarde el presidente del consejo médico de la Comisión atlética del estado de Nevada creyó que esto pudo ser debido al uso de HGH.
Sin embargo, en el programa de televisión de Benny Hinn, dijo que sentía bien su corazón y que estaba recuperado. Tras el programa Hinn y Holyfield se hicieron amigos y fue un visitante asiduo del programa. Después pasó su siguiente examen médico de la comisión de boxeo y declaró que ese problema se había debido a la morfina bombeada por su cuerpo. En 1995 volvió a los cuadriláteros ganando en diez asaltos por decisión al que había ganado la medalla de oro en los Juegos Olímpicos de Seúl 1988 en los pesos pesados, Ray Mercer, siendo el primero en derribar a Mercer en su carrera.
Después de esta victoria volvió a pelear ante Bowe para terminar una trilogía de combates. Holyfield derribó a Bowe pero este continuó y derribó en dos ocasiones a Holyfield noqueándolo en el octavo asalto. Holyfield declaró posteriormente que contrajo la hepatitis A después de este combate. En 1996, comenzó el año ganando al excampeón mundial Bobby Czyz por nocaut en el sexto asalto, y entonces por fin se encontró ante Mike Tyson.

#### Tercer título mundial del peso pesado
Tyson había recuperado los títulos mundiales del Consejo Mundial de Boxeo y de la Asociación Mundial de Boxeo, pero perdió el del Consejo por no querer disputarlo ante el retador número uno, Lennox Lewis. Sin embargo, quiso defender el de la Asociación ante Holyfield y el evento multimillonario se produjo el 9 de noviembre de ese mismo año, en el MGM de Las Vegas y se llamó 'Finally'. Tyson perdió por nocaut técnico en once asaltos después de que el árbitro, Mitch Halpern, parase el combate (Tyson también perdía a los puntos). Con la victoria hizo historia, al ser la segunda persona en ganar el cinturón de campeón mundial de los pesos pesados en tres ocasiones, tras Muhammad Ali. Al final del combate los técnicos de Tyson reclamaron que su protegido había recibido numerosos cabezazos que habían sido pasados por alto por el árbitro.
Por lo tanto se acordó una revancha entre los dos en el mismo escenario (MGM Grand Garden Arena), que se produjo el 28 de junio del año siguiente, 1997. En un principio el árbitro asignado era Halpern pero el equipo de Tyson protestó y finalmente se asignó el combate a Mills Lane. La pelea se tituló "The Sound and the Fury", y recibió todavía más atención que la anterior. Tyson recibió 30 millones de dólares y Holyfield por su parte 35 millones, que sería el récord de dinero pagado a un profesional del boxeo hasta el año 2007, cuando Óscar de la Hoya recibió 45 millones de dólares por pelear ante Floyd Mayweather Jr.. El combate también batió el récord de pago por visión, ya que la pelea fue comprada por 1.99 millones de personas, aunque el 5 de mayo fue batido otra vez por el combate entre De la Hoya y Mayweather con 2.15 millones.
La revancha fue calificada como una de las peleas más extrañas de la historia del pugilismo, al comienzo Holyfield fue sancionado por constantes cabezazos a Tyson y este enfurecido fue descalificado en el tercer asalto por morder ambas orejas a Holyfield. El combate se había parado en una ocasión para atender la herida de Holyfield, que además le había restado puntos a Tyson, pero en la reanudación los constantes intentos de Tyson por morder nuevamente la oreja finalizaron la revancha. Entre el anuncio de la decisión de los jueces y el final del combate se generó una pelea con mucha gente involucrada dentro del cuadrilátero. Después del combate, un trozo de oreja de Holyfield fue encontrado en el ring.
Después del incidente a Tyson se le restaron 3 millones de dólares del total pactado, y dos días después se disculpó ante Holyfield por los hechos durante el combate. Tyson fue condenado por todos los medios de comunicación, aunque tuvo algún defensor como la novelista y comentadora Katherine Dunn, que escribió en una columna acerca de la poca deportividad que había demostrado Holyfield en el combate además de criticar a los medios de comunicación por no ser imparciales con Tyson. El 9 de julio de 1997 Tyson tuvo que pagar 3 millones de dólares por el pago de los costes de la oreja. Años más tarde, en 2004, Holyfield declaró que había perdonado a Tyson por los actos del segundo combate.
En su siguiente combate tuvo la revancha ante Michael Moorer, que había recuperado el título mundial de la Federación Internacional de Boxeo. Holyfield lo derribó en cinco ocasiones y el árbitro Mitch Halpern paró el combate entre el octavo y el noveno asalto, por el aviso de Flip Homansky. De esta forma volvió a unificar un título mundial, el de la WBA con el de la IBF. En 1998 sólo peleó en una ocasión, en una defensa obligatoria ante Vaughn Bean, que fue derrotado por decisión en el Georgia Dome. Por primera vez, se dudó de si la edad había disminuido la capacidad de Holyfield para ser campeón mundial.
El 13 de marzo de 1999 se enfrentó al campeón del Consejo Mundial de Boxeo y medalla de oro en los Juegos Olímpicos de Seúl 1988 (peso superpesado), por la unificación de los títulos mundiales, en Nueva York ante Lennox Lewis. La pelea se desarrolló favorablemente a Lewis pero finalmente se declaró nula bajo las protestas de los aficionados. Holyfield declaró que había tenido problemas en el estómago y calambres en la pierna. Las tres organizaciones principales ordenaron a Holyfield y a Lewis una revancha inmediata y ocho meses más tarde, esta vez en Las Vegas, Lewis venció el combate por decisión unánime, haciéndose con los títulos. Holyfield declaró después que se había encontrado bien pero tenía que haber sido un poco más duro con Lewis para hacerse con la victoria.

#### Cuarto título mundial del peso pesado

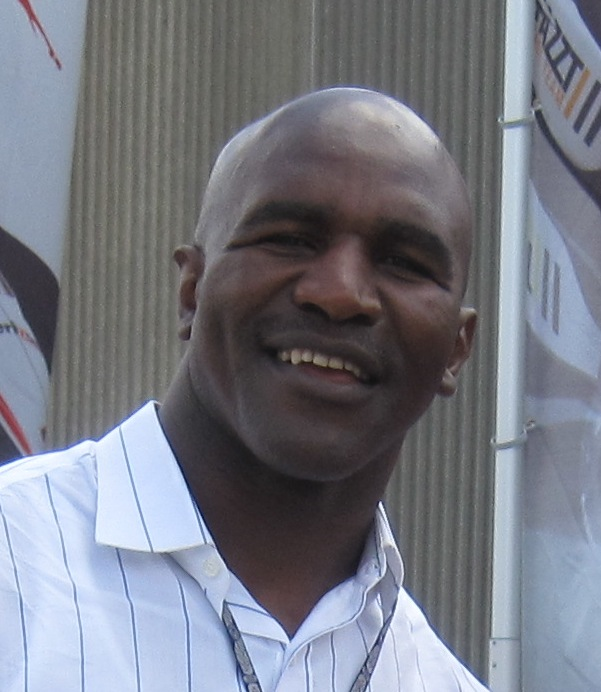
Holyfield en 2010

En el año 2000, Lewis se negó a defender su título de la Asociación ante John Ruiz, por lo que este se hizo con el título y lo defendió ante Holyfield en agosto de ese año. Ruiz perdió el combate y el título, en una controvertida pero unánime decisión de los jueces en doce asaltos; convirtiéndose Holyfield en el primer boxeador de la historia en ser por cuarta ocasión campeón mundial de los pesos pesados; y en el segundo en ostentar por cuarta vez un título mundial (AMB) de los pesos pesados (junto a Muhammad Ali). Holyfield culpó su apagado combate a tener un tímpano roto.
Siete meses más tarde, en marzo de 2001, Ruiz tuvo la revancha y ganó el combate, después de derribar a Holyfield y ganar finalmente en doce asaltos por decisión, siendo así el primer hispano en la historia en ganar el título mundial de los pesos pesados. El 15 de diciembre de ese año volvieron a encontrarse para terminar la trilogía, pero el combate se declaró empate y Ruiz mantuvo su cinturón mundial de la Asociación Mundial. En 2002, tuvo un combate en junio ante el excampeón mundial Hasim Rahman, para determinar quien se enfrentaría a Lewis en la próxima ocasión. Holyfield lideraba dos de las tres tarjetas de los jueces en el momento de parar el combate en el octavo asalto por un grave hematoma en la frente de Rahman, causado por un cabezazo durante el combate. Holyfield estaba mejor en las tarjetas y fue declarado vencedor por decisión técnica.
La Federación Internacional de Boxeo decidió quitar su título a Lewis por negarse a defenderlo ante el promocionado de Don King, Chris Byrd. Por esta razón se decidió que el ganador entre Holyfield y el excampeón mundial de la Organización Mundial de Boxeo, Byrd, fuese finalmente el campeón. Así, el 14 de diciembre de 2002, Holyfield intentó nuevamente conseguir por quinta ocasión el título mundial de los pesos pesados, pero perdió por decisión unánime en doce asaltos. El 4 de octubre de 2003, perdió otra vez ante el excampeón mundial del peso medio y peso crucero, James Toney, por nocaut técnico cuando su esquina lanzó la toalla en el noveno asalto del combate. A los 42 años, retornó a los cuadriláteros para enfrentarse a Larry Donald, el 13 de noviembre de 2004, pero perdió su tercer combate consecutivo en doce asaltos por decisión unánime. En agosto de 2005, el New York Daily News anunció que la Comisión atlética del estado de Nueva York le negó la licencia y decretó una suspensión médica que le impedía combatir en otros estados por "disminución de habilidades y pobres resultados", a pesar de cumplir los requisitos en los test médicos.
Al principio fue criticado por su reaparición tras sus derrotas ante Toney y Donald, pero declaró que no habían sido el resultado de la vejez sino de una herida en el hombro. En su primer combate después de Donald, el 18 de agosto de 2006, derrotó por nocaut técnico en dos asaltos a Jeremy Bates en el American Airlines Center de Dallas, Texas. Tras este combate derrotó a Fres Oquendo por decisión unánime el 10 de noviembre en San Antonio, Texas, después de derribarle en el primer minuto del primer asalto y conseguir unos marcadores de 116-111, y 114-113 en dos ocasiones. El 17 de marzo, derrotó también a Vinny Maddalone por nocaut técnico cuando la esquina de Maddalone lanzó la toalla para salvarlo de graves lesiones. El 30 de junio de ese mismo año peleó ante Lou Savarese, derribándolo en dos ocasiones, en el cuarto y en el noveno asaltos, para terminar ganando por decisión unánime.
Tras el combate ante Savarese volvió a tener una opción para conseguir el título mundial de los pesos pesados, ante Sultán Ibragímov, pero perdió ese combate el 13 de octubre por decisión unánime (118-110 y 117-111 en dos ocasiones). El 20 de diciembre de 2008 combatió por el título de los pesos pesados de la Asociación contra Nikolái Valúev en el Hallenstadion de Zúrich (Suiza). Holyfield recibió la cantidad más baja de su carrera con un título mundial en juego, unos 750 000 dólares, pesando 214 libras por las 310 de su rival. Finalmente Valuev lo derrotó por decisión mayoritaria, aunque el resultado fue muy discutido, uno de los jueces marcó 114-114 y los otros 116-112 y 115-114 para el ruso. Algunos analistas criticaron la decisión, pensando que Holyfield había ganado claramente. Después de un periodo de inactividad tuvo la oportunidad de pelear ante el sudafricano Francois Botha el 16 de enero de 2010 por el título mundial de la WBF en el estadio Nelson Mandela en Kampala, Uganda. Unas semanas antes se anunció que el combate se aplazaría al 20 de febrero. Finalmente se celebró el 10 de abril en el Thomas & Mack Center de Las Vegas. Obtuvo el título tras ocho asaltos por nocaut.
Tras el combate dijo que estaba interesado en una pelea ante los campeones del mundo Vitali Klitschko o Wladimir Klitschko. Sin embargo su siguiente combate fue ante Sherman "The Tank" Williams el 5 de noviembre de 2010 en el Joe Louis Arena de Detroit, Míchigan. Tras un golpe de cabezas en el cual Holyfield se cortó en el ojo en el segundo asalto, volvieron a pelear, pero en el tercero el combate fue declarado nulo porque Holyfileld no podía ver. En 2011 se programó un combate ante Brian Nielsen el 5 de marzo, pero se pospuso al 7 de mayo por el corte que se produjo en el combate ante Williams. Holyfield ganó dicho combate por nocaut técnico en el décimo asalto.
A finales de 2011 y en el marco de la convención anual del Consejo Mundial de Boxeo (CMB) en Las Vegas, Tyson y Holyfield volvieron a encontrarse y se saludaron tras el polémico combate de 1997. En octubre de 2012, a unos días de cumplir los 50 años, anunció su retirada del boxeo.

### Vida personal

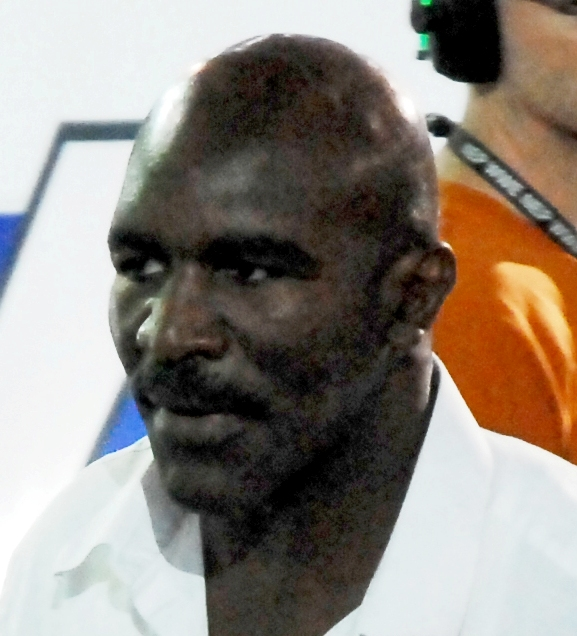
Holyfield en 2009.

Es el hermano menor del actor y bailarín Bernard Holyfield. Actualmente vive en Fayette County, Georgia, con su tercera esposa, Candi, y sus dos hijos (tiene al menos once). Su primera esposa fue Paulette Bowen, con la que se casó el 17 de mayo de 1985, y con la que tuvo tres hijos, uno de ellos (Evander Jr.) en 1984. En 1990 se divorció. Es mormón, y recuerda al público antes y después de sus peleas su creencia en Dios.
En 1996 murió su madre Annie en accidente de coche y tuvo la oportunidad de portar la llama olímpica durante el paso de ésta por su ciudad natal, Atlanta. El 3 de octubre de ese año se casó por segunda vez con Janice Itson, con quien tuvo un niño. Tras admitir en 1998 que creía que tenía no menos de nueve niños con varias mujeres, se divorció en el año 2000. En julio de 2003 se casó por tercera vez con la estudiante de 24 años, Candi Calvana Smith. Sin embargo, a comienzos de 2010 Candi lo denunció por malos tratos tras golpearla en la cara, la cabeza y la espalda después de que se negase a mostrarle unos recibos de banco del dinero que debería haber entregado a la iglesia.
El 28 de febrero de 2007, fue unido anónimamente a los servicios de farmacia aplicada de Alabama, una empresa que está bajo investigación de proporcionar a atletas esteroides ilegales y la hormona de crecimiento humana (HGH). Holyfield negó su utilización. El nombre de Holyfield no apareció en los documentos de la investigación pero un paciente con el nombre de "Evan Fields" llamó la atención de los investigadores. "Fields" tenía la misma fecha de nacimiento que Holyfield (19 de octubre de 1962) y la dirección catalogada era "794 Evander, Fairfield, Ga. 30213", similar a la de Holyfield. Cuando se marcó el número de teléfono que estaba asociado al nombre de "Fiels", según los documentos, Holyfield contestó. El 10 de marzo Holyfield hizo un anuncio público en el que dijo que haría su propia investigación sobre el uso de esteroides, para limpiar su nombre. En septiembre fue otra vez unido al HGH, cuando se le nombró en una investigación a Signature Pharmacy, en Orlando. Esta compañía de medicamentos en la web está bajo investigación por venta ilegal de esteroides y HGH a varios atletas profesionales.
En junio de 2008 el Washington Mutual Bank anunció la subasta de su casa de 10 millones de dólares, de 54 000 pies cuadrados, 109 habitaciones y 17 cuartos de baño. Dicha casa se encuentra en el estado de Atlanta y fue subastada el 1 de julio de 2008. Toi Irvin, madre de su hijo de 10 años, declaró también que no había pagado durante dos meses el sustento de su hijo de 3000 dólares mensuales. También una firma de diseño de Utah acudió a los tribunales reclamando 550 000 dólares de una deuda impagada por Holyfield. En 2017 creó junto a Sal Musumeci la promotora Real Deal Sports & Entertainment, compañía matriz de una entidad de promoción, The Real Deal Boxing y una serie de transmisión Real Deal Championship Boxing. En 2018 afirmó que se había asociado con AriseBank, el primer banco de criptomonedas.

## Holyfield en la cultura popular

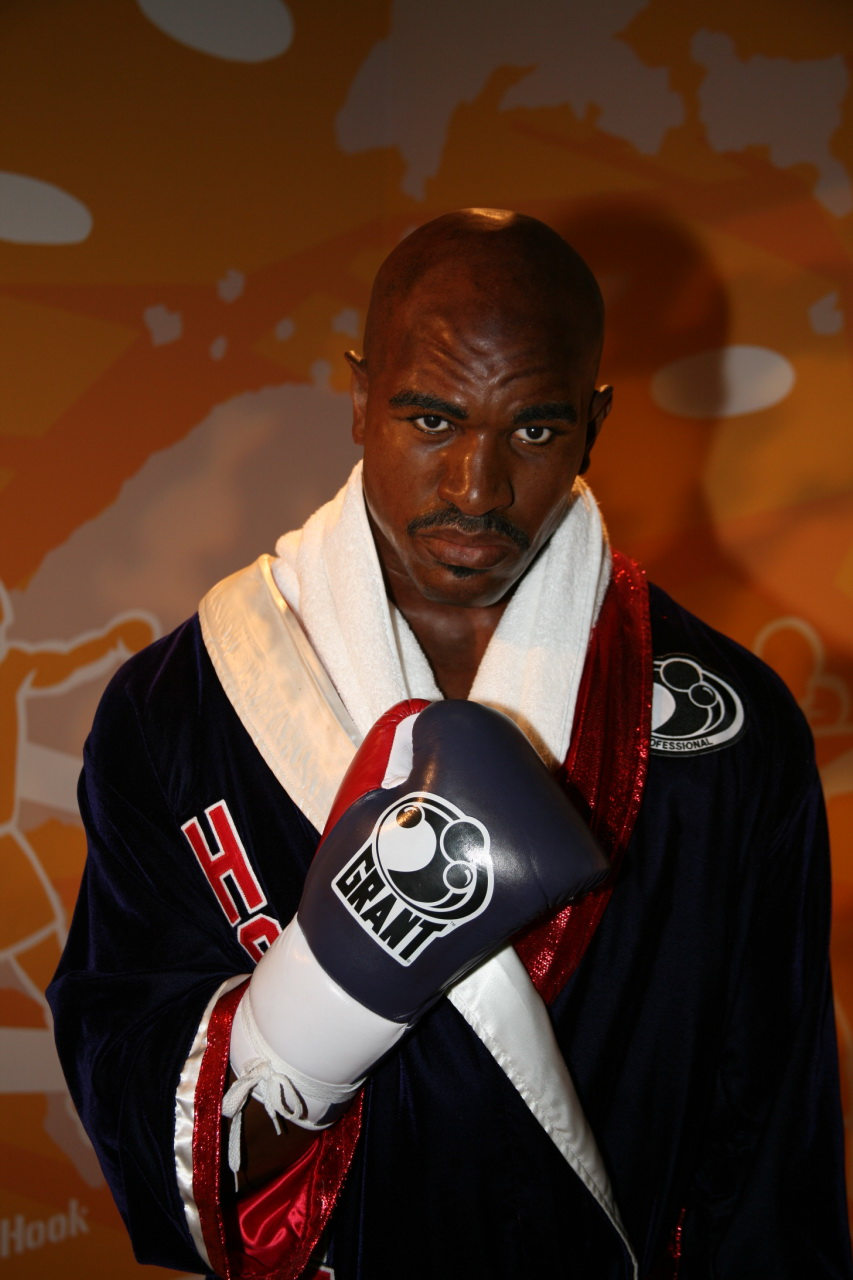
Estatua de Holyfield en el Museo Madame Tussauds en Washington D. C.

En 1992 era ya conocido por sus múltiples anuncios en televisión, como el de Coca Cola y el de Coca Cola Light. También tuvo un videojuego liberado para la Sega Megadrive y la Sega Game Gear, el Evander Holyfield's Real Deal Boxing. Fundó Real Deal Records, la cual firmó al exitoso grupo Exhale. El 22 de septiembre de 2007 sacó a la venta el "Real Deal Grill", una cocina para venta por televisión que fabricó Cirtran Corp.
La popularidad de Holyfield le ha conducido a numerosas apariciones en televisión, como en el especial de Navidad de El Príncipe del Rap en Bel-Air en 1990. En 2005 terminó en quinto lugar en la primera temporada del programa televisivo de baile Dancing with the Stars, junto con su pareja de baile Edyta Śliwińska. También apareció en el programa ¡Mira quién baila! de la BBC, en el enfrentamiento "Campeón de campeones".
Tuvo papeles menores en las películas de los años 1990 Summer of Sam, Necessary Roughness y Blood Salvage (que también produjo). Fue el invitado al programa de Nickelodeon Figure It Out durante su tercera temporada en 1994 y apareció en un episodio de Phineas y Ferb, como una animación con media oreja. El 13 de agosto de 2007 Holyfield confirmó su participación en el combate de boxeo de la World Wrestling Entertainment en el "Saturday Night's Main Event" ante Matt Hardy. Holyfield reemplazó a Alvin Burke, Jr. después de serle diagnosticado un problema en el corazón. El combate terminó en "nulo" después de que MVP entrara en el cuadrilátero y Holyfield lo noqueara por insultarlo.
Desde mayo de 2016 formó parte del certamen argentino Bailando 2016. Después de 49 días fue eliminado por la cantante Fernanda Herrera, siendo el tercer eliminado y obteniendo el puesto 22.º.

## Récord en boxeo

### Profesional
| 44 Victorias (29 nocauts, 13 decisiones, 1 retirado, 1 descalificación), 10 derrotas (2 nocauts, 8 decisiones), 2 empates 1 anulado |             |                   |                             |                |            |                                                                               | |
| Resultado | Récord      | Rival             | Tipo                        | Asalto, tiempo | Fecha      | Lugar                                                                         | Notas |
| Victoria | 1–0         | Lionel Byarm      | Decisión (unánime)          | 6              | 15/11/1984 | Nueva York (NY)                                                               | |
| Victoria | 2–0         | Eric Winbush      | Decisión (unánime)          | 6              | 20/1/1985  | Atlantic City (NJ)                                                            | |
| Victoria | 3–0         | Fred Brown        | TKO                         | 1 (6), 1:56    | 13/3/1985  | Norfolk (VA)                                                                  | |
| Victoria | 4–0         | Mark Rivera       | TKO                         | 2 (8), 2:48    | 20/4/1985  | Corpus Christi (TX)                                                           | |
| Victoria | 5–0         | Tyrone Booze      | Decisión (unánime)          | 8              | 20/7/1985  | Norfolk (VA)                                                                  | |
| Victoria | 6–0         | Rick Myers        | TKO                         | 1 (8)          | 29/8/1985  | Atlanta (GA)                                                                  | |
| Victoria | 7–0         | Jeff Meachem      | TKO                         | 5 (8), 1:02    | 30/10/1985 | Atlantic City (NJ)                                                            | |
| Victoria | 8–0         | Anthony Davis     | TKO                         | 4 (10)         | 21/12/1985 | Virginia Beach (VA)                                                           | |
| Victoria | 9–0         | Chisanda Mutti    | TKO                         | 3 (10), 1:37   | 1/3/1986   | Lancaster (PA)                                                                | |
| Victoria | 10–0        | Jesse Shelby      | KO                          | 3 (10)         | 6/4/1986   | Corpus Christi (TX)                                                           | |
| Victoria | 11–0        | Terry Mims        | KO                          | 5 (10)         | 28/5/1986  | Metairie (LA)                                                                 | |
| Victoria | 12–0        | Dwight M. Qawi    | Decisión                    | 15             | 12/7/1986  | Atlanta (GA)                                                                  | Ganó el título peso crucero de la WBA.                                                                                |
| Victoria | 13–0        | Mike Brothers     | TKO                         | 3 (10)         | 8/12/1986  | París (Francia)                                                               | |
| Victoria | 14–0        | Henry Tillman     | TKO                         | 7 (15), 1:43   | 14/2/1987  | Reno (NV)                                                                     | Retuvo el título WBA.                                                                                                 |
| Victoria | 15–0        | Ricky Parkey      | TKO                         | 3 (15), 2:44   | 15/5/1987  | Las Vegas (NV)                                                                | Ganó el título crucero IBF y retuvo el WBA.                                                                           |
| Victoria | 16–0        | Ossie Ocasio      | TKO                         | 11 (15), 1:24  | 15/8/1987  | Saint-Tropez (Francia)                                                        | Retuvo los títulos IBF y WBA.                                                                                         |
| Victoria | 17–0        | Dwight M. Qawi    | KO                          | 4 (15), 2:30   | 5/12/1987  | Atlantic City (NJ)                                                            | Retuvo los títulos IBF y WBA.                                                                                         |
| Victoria | 18–0        | Carlos De León    | TKO                         | 8 (12), 1:08   | 9/4/1988   | Las Vegas (NV)                                                                | Ganó el título WBC crucero y retuvo los IBF y WBA.                                                                    |
| Victoria | 19–0        | James Tillis      | TKO                         | 5 (10), 3:00   | 15/7/1988  | Stateline (NV)                                                                | Después de este combate renunció a los títulos IBF, WBA y WBC del peso crucero para subir a la categoría peso pesado. |
| Victoria | 20–0        | Pinklon Thomas    | Retirado                    | 7 (10), 3:00   | 9/12/1988  | Atlantic City (NJ)                                                            | |
| Victoria | 21–0        | Michael Dokes     | TKO                         | 10 (12), 1:41  | 11/3/1989  | Las Vegas (NV)                                                                | Ganó el título WBC Continental Americas.                                                                              |
| Victoria | 22–0        | Adílson Rodrigues | KO                          | 2 (12), 1:29   | 15/7/1989  | Stateline (NV)                                                                | Retuvo el título WBC Continental Americas.                                                                            |
| Victoria | 23–0        | Alex Stewart      | TKO                         | 8 (12)         | 4/11/1989  | Atlantic City (NJ)                                                            | Retuvo el título WBC Continental Americas.                                                                            |
| Victoria | 24–0        | Seamus McDonagh   | TKO                         | 4 (12)         | 1/6/1990   | Atlantic City (NJ)                                                            | Retuvo el título WBC Continental Americas que dejó vacante tras este combate.                                         |
| Victoria | 25–0        | James Douglas     | KO                          | 3 (12), 1:10   | 25/10/1990 | Las Vegas (NV)                                                                | Ganó los títulos IBF, WBA, WBC The Ring y Lineal.                                                                     |
| Victoria | 26–0        | George Foreman    | Decisión (unánime)          | 12             | 19/4/1991  | Atlantic City (NJ)                                                            | Retuvo los títulos IBF, WBA y WBC, The Ring y Lineal                                                                  |
| Victoria | 27–0        | Bert Cooper       | TKO                         | 7 (12), 2:58   | 23/11/1991 | Atlanta (GA)                                                                  | Retuvo los títulos IBF, WBA y Lineal. El título WBC no estaba en juego.                                               |
| Victoria | 28–0        | Larry Holmes      | Decisión (unánime)          | 12             | 19/6/1992  | Las Vegas (NV)                                                                | Retuvo los títulos IBF, WBA y WBC, y Lineal.                                                                          |
| Derrota | 28–1        | Riddick Bowe      | Decisión (unánime)          | 12             | 13/12/1992 | Las Vegas (NV)                                                                | Perdió los títulos IBF, WBA, WBC y Lineal.                                                                            |
| Victoria | 29–1        | Alex Stewart      | Decisión (unánime)          | 12             | 26/6/1993  | Atlantic City (NJ)                                                            | |
| Victoria | 30–1        | Riddick Bowe      | Decisión (mayoritaria)      | 12             | 6/11/1993  | Las Vegas (NV)                                                                | Ganó los títulos IBF, WBA y Lineal.                                                                                   |
| Derrota | 30–2        | Michael Moorer    | Decisión (mayoritaria)      | 12             | 22/4/1994  | Las Vegas (NV)                                                                | Perdió los títulos IBF, WBA y Lineal.                                                                                 |
| Victoria | 31–2        | Ray Mercer        | Decisión (unánime)          | 10             | 20/5/1995  | Atlantic City (NJ)                                                            | |
| Derrota | 31–3        | Riddick Bowe      | TKO                         | 8 (12), 0:58   | 4/11/1995  | Las Vegas (NV)                                                                | |
| Victoria | 32–3        | Bobby Czyz        | TKO                         | 5 (10)         | 10/5/1996  | Nueva York (NY)                                                               | |
| Victoria | 33–3        | Mike Tyson        | TKO                         | 11 (12), 0:37  | 9/11/1996  | Las Vegas (NV)                                                                | Ganó el título WBA.                                                                                                   |
| Victoria | 34–3        | Mike Tyson        | Descalificación             | 3 (12)         | 28/6/1997  | Las Vegas (NV)                                                                | |
| Victoria | 35–3        | Michael Moorer    | TKO                         | 8 (12), 3:00   | 8/11/1997  | Las Vegas (NV)                                                                | Ganó el título IBF y retuvo el WBA.                                                                                   |
| Victoria | 36–3        | Vaughn Bean       | Decisión (unánime)          | 12             | 19/9/1998  | Atlanta (GA)                                                                  | Retuvo los títulos IBF y WBA.                                                                                         |
| Empate | 36–3–1      | Lennox Lewis      | Empate                      | 12             | 13/3/1999  | Nueva York (NY)                                                               | Retuvo los títulos IBF y WBA. Por títulos WBC y Lineal.                                                               |
| Derrota | 36–4–1      | Lennox Lewis      | Decisión (unánime)          | 12             | 13/11/1999 | Las Vegas (NV)                                                                | Perdió los títulos IBF y WBA. Por títulos WBC y Lineal.                                                               |
| Victoria | 37–4–1      | John Ruiz         | Decisión (unánime)          | 12             | 12/8/2000  | Las Vegas (NV)                                                                | Ganó el título vacante de la WBA.                                                                                     |
| Derrota | 37–5–1      | John Ruiz         | Decisión (unánime)          | 12             | 3/3/2001   | Las Vegas (NV)                                                                | Perdió el título de la WBA.                                                                                           |
| Empate | 37–5–2      | John Ruiz         | Empate                      | 12             | 15/12/2001 | Mashantucket (CT)                                                             | Combate por el título vacante de la WBA.                                                                              |
| Victoria | 38–5–2      | Hasim Rahman      | Decisión (decisión técnica) | 8 (12)         | 1/6/2002   | Atlantic City (NJ)                                                            | |
| Derrota | 38–6–2      | Chris Byrd        | Decisión (unánime)          | 12             | 14/12/2002 | Atlantic City (NJ)                                                            | Combate por el título vacante de la IBF.                                                                              |
| Derrota | 38–7–2      | James Toney       | TKO                         | 9 (12), 1:42   | 4/10/2003  | Las Vegas (NV)                                                                | |
| Derrota | 38–8–2      | Larry Donald      | Decisión (unánime)          | 12             | 13/11/2004 | Nueva York (NY)                                                               | Combate por el título vacante del NABC.                                                                               |
| Victoria | 39–8–2      | Jeremy Bates      | TKO                         | 2 (12), 2:56   | 18/8/2006  | Dallas (TX)                                                                   | |
| Victoria | 40–8–2      | Fres Oquendo      | Decisión (unánime)          | 12             | 10/11/2006 | San Antonio (TX)                                                              | Ganó el título vacante del peso pesado USBA que más tarde dejó vacante.                                               |
| Victoria | 41–8–2      | Vincent Maddalone | TKO                         | 3 (10), 2:48   | 17/3/2007  | Corpus Christi (TX)                                                           | |
| Victoria | 42–8–2      | Lou Savarese      | Decisión (unánime)          | 10             | 30/6/2007  | El Paso (TX)                                                                  | |
| Derrota | 42–9–2      | Sultán Ibragímov  | Decisión (unánime)          | 12             | 13/10/2007 | Khodynka Arena (Moscú)                                                        | Combate por el título mundial de la WBO.                                                                              |
| Derrota | 42–10–2     | Nikolái Valúev    | Decisión (mayoritaria)      | 12             | 20/12/2008 | Hallenstadion (Zúrich)                                                        | Combate por el título mundial de la WBA.                                                                              |
| Victoria | 43–10–2     | Francois Botha    | TKO                         | 8 (12)         | 10/4/2010  | Thomas & Mack Center (Las Vegas)                                              | Combate por el título mundial de la FMB.                                                                              |
| Sin resultado | 43–10–2 (1) | Sherman Williams  | Anulada                     | 3 (12)         | 22/1/2011  | Estados Unidos Greenbrier Resort (White Sulphur Springs, Virginia Occidental) | Combate por el título mundial de la FMB                                                                               |
| Victoria | 44–10–2 (1) | Brian Nielsen     | TKO                         | 10 (12)        | 7/5/2011   | Koncerthuset (Orestad, Copenhague, Dinamarca)                                 | |

### Exhibición
| 1 derrota (1 nocaut) |        |               |      |                |           |                                                       |       |
| Resultado            | Récord | Rival         | Tipo | Asalto, tiempo | Fecha     | Lugar                                                 | Notas |
| Derrota              | 0–1    | Vitor Belfort | TKO  | 1 (8) - 1:49   | 11/9/2021 | Seminole Hard Rock Hotel & Casino, Hollywood, Florida |       |